# Шалеевское сельское поселение
Шале́евское сельское поселение — муниципальное образование в составе Котельничского района Кировской области России, существовавшее в 2006 — 2011 годах.
Административный центр — деревня Шалеевщина

## История
Шалеевское сельское поселение образовано 1 января 2006 года согласно Закону Кировской области от 07.12.2004 № 284-ЗО. Законом Кировской области от 5 июля 2011 года № 18-ЗО Шалеевское сельское поселение было упразднено, все населённые пункты вошли в состав Юбилейного сельского поселения.

## Населенные пункты
В состав поселения входили 8 населённых пунктов:
- деревня Шалеевщина
- деревня Зыковы
- деревня Крюковы
- деревня Патруши
- деревня Плотниковы
- деревня Прохоренки
- деревня Тюрики
- деревня Щеглята